# روسپی‌گری مردانه

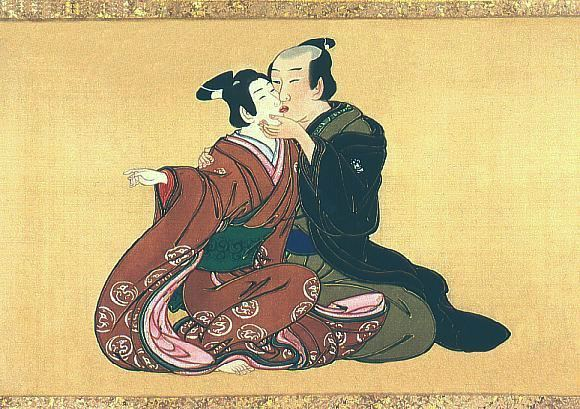
بوسه سامورایی و بازیگر اثر میاگاوا ایشو

روسپی‌گری مردانه (به انگلیسی: Male prostitution) به ارائه خدمات جنسی توسط مردان جهت دریافت پول گفته می‌شود.